# 本間光義
本間 光義（ほんま こうぎ/みつよし、1861年8月29日（文久元年7月24日） - 1925年（大正14年）3月24日）は、明治から大正時代の政治家。衆議院議員（1期）。通称は友次郎。

## 経歴
本間光貞の長男として出羽鶴岡藩領飽海郡、のちの酒井新田村天王下（山形県飽海郡西荒瀬村を経て現酒田市）に生まれる。長きにわたり飽海郡会議員、同参事会員を務め、1898年（明治31年）3月の第5回衆議院議員総選挙では山形県第3区から出馬し当選する。のち酒田町農会副会長や光ヶ丘園芸組合長となり果樹栽培に従事した。ほか、山形県会議員を務めた。

## 親族
- 父・本間光貞（1837-1911) ‐ 日本一の豪商と言われた本間家の５代目当主・本間光暉の弟・光和の長男。一時光暉の養子となったが廃嫡。1875年に本間家本家を相手取って相続争いの裁判を起こしたが、三条実美太政大臣らの仲介により和解した。書画に秀で、花圃と号した。[3][4][5]
- 弟：池田藤八郎（衆議院議員）[1]
- 叔父・本間耕曹